# 449年
| 千纪： | 1千纪                                                                                           |
| 世纪： | 4世纪 \| 5世纪 \| 6世纪                                                                         |
| 年代： | 410年代 \| 420年代 \| 430年代 \| 440年代 \| 450年代 \| 460年代 \| 470年代                       |
| 年份： | 444年 \| 445年 \| 446年 \| 447年 \| 448年 \| 449年 \| 450年 \| 451年 \| 452年 \| 453年 \| 454年 |
| 纪年： | 己丑年（牛年）；北魏太平真君十年；南朝宋元嘉二十六年；高昌北凉承平七年                          |

## 大事记
- 不列顛上凱爾特裔的皮克特人與蘇格蘭人向凱爾特布立吞人發動攻擊，盎格鲁人（Angles）、萨克逊人（Saxons）、朱特人（Jutes）趁機越過多佛海峽入不列颠。
- 以弗所会议。

## 出生
- 宋前废帝刘子业（465年去世，19岁）